# Anatolij Starostin
Anatolij Vasiljevič Starostin (Анатолий Васильевич Старостин, * 18. ledna 1960 Stalinabad) je bývalý sovětský moderní pětibojař, člen klubu Dynamo Moskva.
Na Letních olympijských hrách 1980 se stal nejmladším olympijským vítězem v moderním pětiboji s výkonem 5568 bodů a byl také členem vítězného družstva SSSR. Na Letních olympijských hrách 1992 získal s týmem Společenství nezávislých států stříbrnou medaili a v individuální soutěži skončil čtvrtý.
Na mistrovství světa v moderním pětiboji získal pět zlatých medailí (1983 jednotlivci, 1982, 1983, 1985 a 1990 družstva), čtyři zlaté medaile (1982, 1985 a 1990 jednotlivci, 1989 družstva) a dvě bronzové medaile (1979 družstva, 1989 štafeta). Zvítězil také na MS 1986, ale titul mu byl po pozitivní dopingové zkoušce odebrán a následoval dvouletý zákaz startu. Se sovětským týmem také vyhrál Hry dobré vůle v roce 1986 a mistrovství Evropy v moderním pětiboji v roce 1989.
Po ukončení kariéry se stal trenérem ruské ženské reprezentace.